# Thomas Cusack

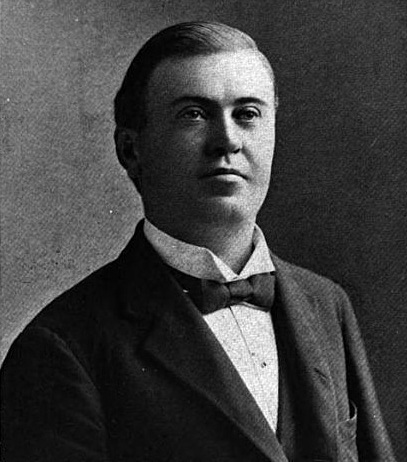
Thomas Cusack, 1899

Thomas Cusack (* 5. Oktober 1858 in Kilrush, County Clare, Irland; † 19. November 1926 in Chicago, Illinois) war ein US-amerikanischer Politiker. Zwischen 1899 und 1901 vertrat er den Bundesstaat Illinois im US-Repräsentantenhaus.

## Werdegang
Im Jahr 1861 kam Thomas Cusack mit seinen Eltern aus seiner irischen Heimat nach New York City. Nach dem Tod der Eltern im Jahr 1863 kam er zu Verwandten nach Chicago, wo er sowohl öffentliche als auch private Schulen besuchte. Danach wurde er Plakatzeichner und stieg in das Plakatwerbegeschäft ein. 1875 gründete er seine eigene Firma. In den folgenden Jahren bis zu seinem Tod blieb er im Werbegeschäft. Nach der Erfindung des Automobils und des entstehenden Autostraßennetzes nutzte er die Flächen entlang der Straßen als Werbeflächen. Dabei wurde er Marktführer in den Vereinigten Staaten. Er machte zweistellige Millionenumsätze. Gleichzeitig schlug er als Mitglied der Demokratischen Partei eine politische Laufbahn ein. Von 1896 bis 1898 gehörte er deren Staatsvorstand in Illinois an. Zwischen 1891 und 1898 war er Mitglied im Bildungsausschuss von Chicago; seit 1897 fungierte er als dessen stellvertretender Vorsitzender. Von 1893 bis 1897 gehörte er auch zum Beraterstab von Gouverneur John Peter Altgeld.
Bei den Kongresswahlen des Jahres 1898 wurde Cusack im vierten Wahlbezirk von Illinois in das US-Repräsentantenhaus in Washington, D.C. gewählt, wo er am 4. März 1899 die Nachfolge von Daniel W. Mills antrat. Da er im Jahr 1900 auf eine weitere Kandidatur verzichtete, konnte er bis zum 3. März 1901 nur eine Legislaturperiode im Kongress absolvieren. Nach dem Ende seiner Zeit im US-Repräsentantenhaus setzte Cusack seine frühere Tätigkeiten in der Werbebranche fort. Er starb am 19. November 1926 in Chicago.